# Тяглов
Тяглов (укр. Тяглів) — село в Белзской городской общине Шептицкого района Львовской области Украины.
Население по переписи 2001 года составляло 330 человек. Занимает площадь 2,522 км². Почтовый индекс — 80070. Телефонный код — 3257.